# 佐野光洋
佐野 光洋（さの みつひろ、1950年5月24日 - ）は、日本の俳優。愛知県出身。あいかんぱにいを経て、ジャスティスジャパンエンターテイメントに所属。

## 来歴・人物
作曲家・鈴木淳に師事し歌手の勉強していたが、円谷プロ制作の特撮ドラマ『ウルトラマンA』のTAC隊員・吉村公三役でデビュー。趣味・特技はギター演奏などで、その腕前は『ウルトラマンA』劇中で披露したこともあった。
25歳頃から銀座・赤坂のクラブでの弾き語りを始めるが、行く先々での過度の飲酒が祟り、1980年に慢性膵臓炎を患い入院していた。退院後、酒は一滴も飲んでいないという。
テレビドラマのほか、バラエティ番組内で放送される再現ドラマの出演も多い。また、『仮面ライダーディケイド』にゲスト出演した際、『ウルトラマンA』の記録係を務めていた堀ヨシ子と劇的な再会を果たしたという。

## エピソード
『ウルトラマンA』関連
- 『ウルトラマンA』の企画書では、主演の北斗星司役の候補に挙げられていた[2]。
- 『ウルトラマンA』のロケ中、電柱を超獣に見立てて、超獣に向かってTACガンを撃つシーンを撮影していた所、それを見物していた小学生の女の子に「おじちゃん、いい歳してよくやるねー」と冷やかされたことがある。しかしその後、その女の子が結婚するまで文通のやりとりをしていたという。

## 出演

### テレビドラマ
- ウルトラマンA（1972年 - 1973年、TBS） - 吉村公三
- ブラザー劇場（TBS）
  - 刑事くん 第2部  第19話「刑事とカバ焼き」（1973年） - 和夫
  - パパは独身 第38話「スーパーカーに乗った!」（1977年） - 井上
- 大河ドラマ（NHK）
  - 勝海舟（1974年） - 金子孫二郎
  - 元禄太平記（1975年） - 柳沢吉保
- 子連れ狼 第3シリーズ 第11話「大五郎しあわせ花」（1976年、NTV） - 村人
- バトルホーク 第17話「吸血魔 兇仙女」（1977年、12CH） - 吉岡記者
- 俺たちの朝 第18話「初恋の人とろうけつ染とカアコの御主人」（1977年、NTV） - 演劇部員
- 快傑ズバット 第10話「野球の敵を場外へ飛ばせ」（1977年、12CH） - 小島竜一
- 大鉄人17 第11話「ブレインから来た招待状」（1977年、MBS）
- 太陽にほえろ!（NTV）
  - 第259話「怪物」（1977年） - ウェイター
  - 第277話「身代り」（1977年）※ノンクレジット
  - 第308話「新しき家族」（1978年）
  - 第318話「カレーライス」（1978年）
- 達磨大助事件帳 第27話「若いのろし」（1978年、ANB）
- 若さま侍捕物帳（1978年、ANB）
  - 第2話「参上!! 男の花道」 - 仁助
  - 第5話「参上!! 地獄花」 - 中間
- 特捜最前線 第68話「誘拐・東京 - 函館縦断捜査!」（1978年、ANB）
- スターウルフ 第20話「純金ロボットGC301」（1978年、YTV） - 連邦保安庁長官・ハヤト
- 西遊記 第5話「反抗期の妖怪」（1978年、NTV）
- 仮面ライダーシリーズ（ANB）
  - 仮面ライダー龍騎 第44話「ガラスの幸福」（2002年）
  - 仮面ライダーディケイド 第22話「ディエンド指名手配」（2009年） - 佐野施工社長
- はみだし刑事情熱系PART-VII 第6話「警官はなぜ死んだ? 父の背中が遺した愛」（2003年、ANB）
- 契約結婚 （2005年、THK）
- 連続テレビ小説 / 純情きらり（2006年、NHK） - 松本課長
- 水戸黄門 第37部 第3話「亭主参った嫁姑対決 -松井田-」（2007年、TBS）
- 金曜プレステージ / 所轄刑事6（2011年、CX）
- 相棒 Season20 第2話（2021年10月20日、テレビ朝日） - 糸以蔵 役

### 映画
- 樺太1945年夏 氷雪の門（1974年、東洋映画）
- 超伝合体ゴッドヒコザ（2022年8月）
- 電エースカオス（2023年12月22日、エクストリーム）[3]
- サイボーグ一心太助（2025年1月24日、エクストリーム）[4]

### CM
- 伊藤ハム